# Tectaria angelicifolia
Tectaria angelicifolia là một loài thực vật có mạch trong họ Dryopteridaceae. Loài này được Copel. miêu tả khoa học đầu tiên.